# Abdelaziz Sanqour
Abdelaziz Sanqour (arabe : عبد العزيز صنقور), né le 7 mai 1989 à Charjah aux Émirats arabes unis, est un joueur de football international émirati, qui évolue au poste de défenseur.

## Biographie

### Carrière en sélection
Avec l'équipe des Émirats arabes unis, il possède 28 sélections, avec un but inscrit, depuis 2013. 
Il figure dans le groupe des sélectionnés lors de la Coupe d'Asie des nations de 2015, où son équipe se classe troisième.
Il participe également aux Jeux olympiques d'été de 2012. Lors du tournoi olympique organisé en Angleterre, il joue trois matchs : contre l'Uruguay, la Grande-Bretagne, et enfin le Sénégal.
Il dispute enfin la Coupe du monde des moins de 20 ans 2009 qui se déroule en Égypte.

## Palmarès
Al Ahli
| - Championnat des Émirats arabes unis (2) : - Champion : 2014 et 2016. - Coupe des Émirats arabes unis (1) : - Vainqueur : 2013. |  | - Supercoupe des Émirats arabes unis (2) : - Vainqueur : 2013 et 2014. |